# Улица Степанова (Иваново)
У́лица Степа́нова — одна из старейших улиц города Иванова. Располагается в Фрунзенском районе. Начинается от улицы Красной Армии и идёт в северо-западном направлении до Почтовой улицы. Пересекается с улицами: Красной Армии, Почтовая и переулками: Степанова, Семеновского.

## Происхождение названия
Первое письменное подтверждение существования улицы относится к 1774 году. На Генеральном плане межевания села Иванова была отмечена как Широкая улица. Это одна из улиц Иванова не имевшая официального названия. Широкой её называли поскольку она была одной из самых широких улиц.
В 1877 году улица была переименована в Воздвиженскую, в честь Кресто-Воздвиженской церкви, располагавшейся неподалёку на Георгиевской площади.
В 1915 году Воздвиженская улица переименована в Напалковскую, в честь фабрикантов Напалковых, чьи владения располагались на улице.
В 1920 году получила современное название в честь В. Я. Степанова (1893—1920) — большевика-подпольщика.

## Архитектура
Застройка смешанная, дома от 1 до 5 этажей. Много памятников архитектуры различных стилей, таких как модерн, классицизм, эклектика, конструктивизм.
На улице располагаются:
- дом 2/4 — магазин «Сувениры», бывший магазин готового платья М. А. Кошелева, бывшее издательство «АСНОВА»
- дом 3 — бывшая гостиница городского общества, бывшая детская поликлиника № 6
- дом 4 — Ивановский областной фонд культуры
- дом 5 — бывший дом И. К. Невского
- дом 7 — Промэнергоремонт, бывший дом купца И. Г. Генералова. Построен в 1881 г. в стиле эклектики. Архитектор П. В. Троицкий. В конце XIX в. в доме размещались отделение Московского международного торгового банка, затем первый в городе кинотеатр.
- дом 8 — бывшие дома Н. Г. Бегена и М. А. Любимовой
- дом 9 — школа № 30, бывшая женская гимназия. Построена в 1904 г. в стиле эклектики. Стилизовано в духе французского классицизма конца XVII в.
- дом 10 — бывший дом фабриканта К. В. Напалкова
- дом 13 — бывшая мужская гимназия, позже дом Л. Д. Малиновского
- дом 14 — отдел областной администрации по делам молодёжи, бывшая гостиница «Центральные номера» Н. П. Шахова, бывший обком ВЛКСМ. сер. XIX в. — 1914 г. Здание построено по заказу А. Н. Маркова, владельца колбасного производства, путём реконструкции старого дома эпохи позднего классицизма. Архитектор А. Ф. Снурилов.
- дом 15 — офисное здание
- дом 24 — бывший дом Н. М. Гудкова
- дома 28-28а — бывшая усадьба братьев А. И. и Г. И. Латышевых 1-я пол. XIX — нач. XX в. Богатая усадьба в духе неоклассицизма.
- дом 30 — Почтамт. Здание выстроено в 1931 г. Архитектор Г. С. Гуревич-Гурьева. Первоначальное было выполнено в традициях конструктивизма. В 1957 г. перестроено в традициях «советского классицизма»[4].

## Транспорт
На улице нет линий общественного транспорта.

## Галерея
- Школа №30
- Справа тыльная сторона ТЦ "Плаза" (бывший кинотеатр "Центральный")
- Крестный ход. Воздвиженская улица. Начало XX века